# Liar Game
Liar Game (стилізовано великими літерами) — японська манґа, написана та проілюстрована Cінобу Кайтані. Публікувалася в журналі Weekly Young Jump видавництва Shueisha з лютого 2005 року по січень 2015 року. У 2007 році адаптована до японського телесеріалу, другий сезон виходив з 2009 по 2010 рік. Також адаптована до двох ігрових фільмів; Liar Game: The Final Stage у 2010 році та Liar Game: Reborn у 2012 році. Адаптація у вигляді південнокорейського телесеріалу вийшла в ефір у 2014 році.

## Сюжет
Напрочуд наївна студентка коледжу на ім'я Нао Кандзакі отримує пакунок зі 100 мільйонами єн (близько 1 мільйона доларів США) і запискою про те, що відтепер вона є учасницею турніру «Гра брехунів». У цьому вигаданому турнірі учасники заохочуються до шахрайства та брехні, щоб отримати гроші інших учасників, а ті, хто програє, змушені нести борг, пропорційний їхнім втратам. Коли перший суперник Нао, колишній вчитель, якому вона довіряла, краде її гроші, вона звертається по допомогу до шахрая на ім'я Сініті Акіяма. Хоча їм вдається перемогти його, Нао та Акіяма вирішують викупити його борг і пройти різні раунди турніру «Гри брехунів» проти безжальних суперників, водночас намагаючись звільнити своїх опонентів від боргів і розгромити організацію «Гри брехунів» зсередини.

## Персонажі
Нао Кандзакі (яп. 神崎 直, Kanzaki Nao)
«До нестями чесна» студентка коледжу, яку примушують грати в «Гру брехунів». Вона надзвичайно чесна і спочатку наївна, але саме ці якості дозволяють їй завоювати довіру інших учасників «Гри брехунів». Нао твердо вірить, що всі люди мають цінність, і, хоч вона і не дуже кмітлива, Нао робить унікальні спостереження завдяки своїй наївності та емоційній чутливості, яких помітно бракує іншим учасникам гри, на краще чи на гірше. Вона поступово вчиться ставити під сумнів інших, зберігаючи при цьому здатність довіряти своїм союзникам. Хоча Нао кілька разів мала можливість покинути «Гру брехунів», вона продовжує грати, бажаючи врятувати інших гравців, які залізли в борги. Єдиний відомий член сім'ї Нао — її батько, який перебуває в лікарні з раком на останній стадії. У неї немає близьких друзів, окрім Акіями, який рятує її від самотнього життя, яке вона сама описала. У свою чергу, вона відчуває надзвичайно сильну прив'язаність до Акіями.
Сініті Акіяма (яп. 秋山 深一, Akiyama Shin'ichi)
Випускник університету Тейто за спеціальністю «кримінальна психологія». Він став аферистом, щоб знищити багаторівневу маркетингову корпорацію, яка ошукала його матір до того, що вона покінчила життя самогубством, щоб врятувати Акіяму від боргів через страхування її життя. Після звільнення з в'язниці Акіяма неохоче погоджується допомогти Нао перемогти в «Грі брехунів» після того, як та у відчаї кричить: «Врятуй мене!» Пізніше Міцуо Танімура припускає, що Акіяма погодився допомогти Нао, бо побачив схожість між ситуаціями Нао та його матері. Акіяма бере участь у «Грі брехунів» у другому раунді, замінюючи іншого гравця, і до третього раунду стає неофіційним лідером серед учасників «Гри брехунів». Акіяма використовує здатність Нао робити щирі, емоційні заклики, щоб впливати на інших учасників, що робить її найпотужнішою зброєю Акіями. Тим не менш, він постійно намагається сплатити її борг, щоб змусити її покинути «Гру брехунів», і ніколи не дозволяє їй потрапити в небезпеку. Мотивація Акіями продовжувати участь у «Грі брехунів» полягає в тому, щоб знайти справжні мотиви організації турніру «Гри брехуна» і знищити її.

## Медіа

### Манґа
Liar Game, написана та проілюстрована Шінобу Кайтані, публікувалася в журналі Weekly Young Jump видавництва Shueisha з 17 лютого 2005 року по 22 січня 2015 року. Розділи були зібрані в дев’ятнадцять томів, виданих з 16 вересня 2005 року по 17 квітня 2015 року.
Коротке оповідання під назвою «Коріння А» було опубліковано як заголовний твір антології Сінобу Кайтані, що вийшла 18 липня 2008 року.

### Живі адаптації
Liar Game була адаптована до японського телесеріалу у 2007 році, який транслювався на Fuji Television, у 2009 році вийшов другий сезон. У 2010 році як продовження серіалу вийшов повнометражний фільм Liar Game: The Final Stage. Продовження під назвою Liar Game: Reborn випустили 2012 року.
Адаптація у вигляді корейської драми 2014 року також під назвою Liar Game транслювалася на кабельному каналі tvN.

## Подальше читання
- マンガ批評：「ライアーゲーム」 「正直者」が勝つか？虚々実々の頭脳バトル (яп.). Mainichi Shimbun. 9 липня 2007. Архів оригіналу за 11 жовтня 2007.